# فريال الورغي
فريال الورغي السبعي ( (بالعربية: )( (بالعربية: حرم السبعي) )، سياسيةواقتصادية تونسية ، و وزيرة الاقتصاد والتخطيط في حكومة أحمد الحشاني منذ 24 يناير 2024 .

## السيرة الذاتية
قامت بالتدريس لفترة بالمدرسة العليا للعلوم الاقتصادية والتجارية بتونس ، والتي حصلت منها على الدكتوراه

## المناصب
• تم تعينها وزيرة الاقتصاد والتخطيط في 24 يناير 2024